# Haruki Murakami
Haruki Murakami (村上春樹, Murakami Haruki) (Kyoto, 12 de gener de 1949) és un autor de novel·les i contes japonès.

## Biografia
Si bé va néixer a Kioto, visqué gran part de la seva joventut a Kōbe. El pare era fill d'un monjo budista, mentre que la mare és filla d'un mercader d'Osaka, però ambdós ensenyaven literatura japonesa.
Des de la joventut, Murakami va estar molt influït per la cultura occidental, en particular per la música i literatura. Va créixer llegint nombroses obres d'autors estatunidencs, com Kurt Vonnegut, Richard Brautigan i Jack Kerouac. Són aquestes influències occidentals les que sovint distingeixen Murakami d'altres escriptors japonesos.
Estudià literatura i dramatúrgia grega a la Universitat de Waseda (Soudai), on conegué la seva dona, Yoko. La seva primera feina va ser en una botiga de discos (igual que un dels seus personatges principals, Toru Watanabe de Norwegian Wood). Abans d'acabar els seus estudis, Murakami obrí el bar de jazz "Peter Cat" a Tòquio, que romangué obert entre 1974 i 1982.
El 1986, després del gran èxit de la seva novel·la Tòquio blues, abandonà el Japó per a anar a viure a Europa i a Amèrica. El 1984 va canviar la seva residència a Fujisawa (Kanagawa), Tòquio, per Oiso (Kanagawa), a aquest canvi van seguir una sèrie de viatges a Itàlia i Grècia. El 1991 va impartir classes a la Universitat de Princeton (Nova Jersey) primer com a docent convidat, després com a professor convidat. El juliol de 1993 va ser contractat per la Tufts University a Medford (Massachusetts).
Tornà al seu país el 1995 arran del terratrèmol de Kobe, la ciutat de la seva infantesa, així com l'atac de gas sarín que la secta Aum Shinrikyo perpetrà al metro de Tòquio, fets sobre els quals escriuria. En l'actualitat resideix a Oiso des del 2001.
El 2011 li va ser concedit el Premi Internacional Catalunya, concedit per la Generalitat de Catalunya.

### La trilogia del Rata
Murakami va escriure la seva primera ficció als 29 anys. Segons l'autor, es va trobar de sobte i inexplicablement inspirat per a escriure la seva primera novel·la (Escolta la cançó del vent, 1979) mentre veia un partit de beisbol. El 1978, Murakami era a un partit de beisbol al Jingu Stadium, entre els equips de Yakult Swallows i els Hiroshima Carp, quan un jugador estatunidenc, Dave Hilton, hi entrà per a batejar. D'acord amb una història sovint repetida, en el moment en què Hilton obtingué un doble, a Murakami li vingué de sobte al cap que podria escriure una novel·la. Aquella mateixa nit anà cap a casa i començà a escriure, estant-se per aquest treball uns quants mesos, aprofitant les escasses hores lliures de què disposava després de treballar al seu bar. Com a resultat d'això, el llibre té capítols curts i amb moltes pauses. Una vegada que el va acabar va enviar aquesta novel·la a l'únic concurs literari que podria acceptar un treball d'aquesta curta llargària, i hi guanyà el primer premi. Ja en aquesta primera obra es troben els principals elements literaris de Murakami: estil occidentalitzat, humor indiosincràtic i una nostàlgia punyent.
L'èxit d'Escolta la cançó del vent l'encoratjà a continuar escrivint, i un any més tard en publicà la seqüela, Pinball 1973. El 1982 publicà A la caça de l'ovella, un èxit de crítica, en què fa un ús original d'elements fantàstics. Les tres obres esmentades componen l'anomenada «Trilogia del Rata», una trilogia centrada en un mateix narrador sense nom i el seu amic, «el Rata». Si bé, molt més endavant, n'escriuria una altra seqüela, Balla, balla, balla, que no es considera com a part d'aquesta sèrie. Tot i que, inicialment, l'autor no va voler traduir aquestes dues primeres novel·les (només estaven publicades en llengua japonesa i al Japó, si bé es va publicar una edició amb extenses notes en anglès per a estudiants japonesos), al final va accedir a les peticions dels seus lectors i s'han pogut traduir a diversos idiomes, juntament amb un pròleg on explica com van sorgir i què el va dur a escriure-les. Segons el mateix Murakami (Publishers Weekly, 1991), l'autor considera les seves dues primeres novel·les com a «estranyes». El treball d'A la caça de l'ovella, en canvi, considera que va ser «el primer llibre amb què podria sentir-me satisfet, el gust per contar una història. Quan llegeixes una bona història, simplement hi segueixes. Així que, igualment, quan escric una bona història, senzillament hi seguisc escrivint».

## Obres

### Novel·les
El tema principal de les novel·les de Murakami és la pèrdua de l'amor i els intents (endebades) per aconseguir-lo. També cal mencionar la tendència de l'escriptor a traspassar la frontera de la representació real i la ciència-ficció.
Regularment, l'autor recorre a certs motius en la seva literatura, on hi ha un punt de vista quasi autobiogràfic: els seus personatges mostren gairebé sempre certes predileccions, com el gust per plats selectes, el jazz, o el rock, així com passar el temps en bars de disseny. A més, els seus personatges acostumen a tenir personalitats complexes, que l'autor aconsegueix descriure tant recorrent a un vocabulari ric i a imatges elaborades, com un austeres descripcions. En aquest sentit, algunes de les seves novel·les contenen temes i títols musicals, per exemple, les tres parts de què es compon la Crònica de l'ocell que dona corda al món, que en l'edició original japonesa van aparèixer com a tres llibres independents: «La gazza ladra» (que comença amb una obertura orquestral de Rossini), «L'ocell profeta» (amb una peça de piano de Robert Schumann) i «El caçador d'ocells» (el protagonista assisteix a una òpera de Mozart, La flauta màgica). Els títols d'algunes de les seves novel·les provenen de cançons: Balla, balla, balla (d'una cançó del grup The Dells, si bé altres consideren que és pels Beach Boys), Norwegian Wood –en català, Tòquio blues– (d'una cançó de The Beatles) i L'amant perillosa (de «South of the Border», una cançó de Nat King Cole).
En Murakami es pot trobar una forta influència occidental, que és alguns cops retreta pels cercles de la crítica literària japonesa. L'autor demostra arrelats coneixements de la literatura occidental, i una gran predilecció, entre d'altres, per Franz Kafka i Fiodor Dostoievski. Murakami és responsable de la traducció de nombroses obres d'autors estatunidencs de l'anglès al japonès, obres, entre d'altres, de F. Scott Fitzgerald, John Irving, Paul Theroux, Raymond Carver i de Raymond Chandler.

## Literatura

### Novel·les llargues
| Any       | Títol en japonès                                                                                        | Títol en català/anglès (si no ha estat encara traduïda) |  |
| --------- | --- | ------------------------------------------------------- |  |
| 1979      | 風の歌を聴け Kaze no uta o kike                                                                         | Escolta la cançó del vent                               |  |
| 1980      | 1973年のピンボール 1973-nen no pinbōru                                                                  | Pinball 1973 (títol en català)                          |  |
| 1982      | 羊をめぐる冒険 Hitsuji o meguru bōken                                                                   | A la caça de l'ovella                                   |  |
| 1985      | 世界の終りとハードボイルド・ワンダーランド Sekai no owari to hādoboirudo wandārando                     | Despietat país de les meravelles i la Fi del Món        |  |
| 1987      | ノルウェイの森 Noruwei no mori                                                                          | Tòquio blues                                            |  |
| 1988      | ダンス・ダンス・ダンス Dansu dansu dansu                                                                | Balla, balla, balla                                     |  |
| 1992      | 国境の南、太陽の西 Kokkyō no minami, taiyō no nishi                                                     | L'amant perillosa                                       |  |
| 1992-1995 | ねじまき鳥クロニクル Nejimaki-dori kuronikuru                                                           | Crònica de l'ocell que dona corda al món                |  |
| 1999      | スプートニクの恋人 Supūtoniku no koibito                                                                | El meu amor Sputnik                                     |  |
| 2002      | 海辺のカフカ Umibe no Kafuka                                                                            | Kafka a la platja                                       |  |
| 2004      | アフターダーク Afutā Dāku                                                                               | After Dark (títol en català)                            |  |
| 2009      | １Q８４ 1Q84 (ichi-kew-hachi-yon)                                                                       | 1Q84                                                    |  |
| 2013      | 色彩を持たない多崎つくると、彼の巡礼の年 Shikisai wo motanai Tasaki Tsukuru to, Kare no Junrei no Toshi | El noi sense color i els seus anys de pelegrinatge      |  |
| 2017      | 騎士団長殺し Kishidancho Goroshi                                                                        | La mort del comanador                                   |  |
| 2023      | 街とその不確かな壁 Machi to sono futashika na kabe                                                      | La ciutat i les seves muralles incertes                 |  |

### Conte il·lustrat
| Any  | Títol en japonès                             | Títol en català/anglès (si no ha estat encara traduïda)    |
| ---- | -------------------------------------------- | ---------------------------------------------------------- |
| 1985 | 羊男のクリスマス Hitsuji-otoko no Kurisumasu | Christmas of Sheep-man                                     |
| 1998 | ふわふわ Fuwafuwa                            | Lleuger (no traduït al català ni a l'anglès)               |
| 1998 | ふしぎな図書館 Fushigina toshokan            | L'estranya biblioteca (no traduït al català ni a l'anglès) |

### No ficció (selecció)
| Any  | Títol en japonès                                                                            | Títol en català/anglès (si no ha estat encara traduïda) |
| ---- | ------------------------------------------------------------------------------------------- | ------------------------------------------------------- |
| 1997 | アンダーグラウンド Andāguraundo                                                             | Underground (títol en català)                           |
| 1998 | 約束された場所で―Underground 2 Yakusoku sareta basho de ― Underground 2                     | The Place That Was Promised                             |
| 2007 | 走ることについて語るときに僕の語ること Hashiru kotonitsuite katarutokini bokuno kataru koto | De què parlo quan parlo de córrer                       |

### Contes i històries curtes
| Any  | Títol en japonès | Títol en català/anglès (si no ha estat encara traduïda)                                                              | Publicat a                      |
| 1980 | 中国行きのスロウ・ボート "Chūgoku-yuki no surou bōto" | "A Slow Boat to China"                                                                                               | L'elefant desapareix            |
| 1980 | 貧乏な叔母さんの話 "Binbō na obasan no hanashi" | "A 'Poor Aunt' Story"                                                                                                | El salze cec i la dona adormida |
| 1981 | ニューヨーク炭鉱の悲劇 "Nyū Yōku tankō no higeki" | "New York Mining Disaster"                                                                                           | El salze cec i la dona adormida |
| 1981 | スパゲティーの年に "Supagetī no toshi ni" | "The Year of Spaghetti"                                                                                              | El salze cec i la dona adormida |
| 1981 | 四月のある晴れた朝に100パーセントの女の子に出会うことについて "Shigatsu no aru hareta asa ni 100-paasento no onna no ko ni deau koto ni tsuite"                                              | "On Seeing the 100% Perfect Girl One Beautiful April Morning"                                                        | L'elefant desapareix            |
| 1981 | かいつぶり "Kaitsuburi" | "Dabchick" | El salze cec i la dona adormida |
| 1981 | カンガルー日和 "Kangarū-biyori" | "A Perfect Day for Kangaroos"                                                                                        | El salze cec i la dona adormida |
| 1981 | カンガルー通信 "Kangarū tsūshin" | "The Kangaroo Communique"                                                                                            | L'elefant desapareix            |
| 1982 | 午後の最後の芝生 "Gogo no saigo no shibafu" | "The Last Lawn of the Afternoon"                                                                                     | L'elefant desapareix            |
| 1983 | 鏡 "Kagami" | "The Mirror" | El salze cec i la dona adormida |
| 1983 | とんがり焼の盛衰 "Tongari-yaki no seisui" | "The Rise and Fall of Sharpie Cakes"                                                                                 | El salze cec i la dona adormida |
| 1983 | 螢 "Hotaru" | "Firefly" | El salze cec i la dona adormida |
| 1983 | 納屋を焼く "Naya wo yaku" | "Barn Burning" | L'elefant desapareix            |
| 1984 | 野球場 "Yakyūjō" | "Crabs" | El salze cec i la dona adormida |
| 1984 | 嘔吐1979 "Ōto 1979" | "Nausea 1979" | El salze cec i la dona adormida |
| 1984 | ハンティング・ナイフ "Hantingu naifu" | "Hunting Knife" | El salze cec i la dona adormida |
| 1984 | 踊る小人 "Odoru kobito" | "The Dancing Dwarf"                                                                                                  | L'elefant desapareix            |
| 1985 | レーダーホーゼン "Rēdāhōzen" | "Lederhosen" | L'elefant desapareix            |
| 1985 | パン屋再襲撃 "Panya saishūgeki" | "The Second Bakery Attack"                                                                                           | L'elefant desapareix            |
| 1985 | 象の消滅 "Zō no shōmetsu" | "The Elephant Vanishes"                                                                                              | L'elefant desapareix            |
| 1985 | ファミリー・アフェア "Famirī afea" | "A Family Affair" | L'elefant desapareix            |
| 1986 | ローマ帝国の崩壊・一八八一年のインディアン蜂起・ヒットラーのポーランド侵入・そして強風世界 "Rōma-teikoku no hōkai・1881-nen no indian hōki・Hittorā no pōrando shinnyū・soshite kyōfū sekai" | "The Fall of the Roman Empire, the 1881 Indian Uprising, Hitler's Invasion of Poland, and the Realm of Raging Winds" | L'elefant desapareix            |
| 1986 | ねじまき鳥と火曜日の女たち "Nejimaki-dori to kayōbi no onnatachi" | "The Wind-up Bird And Tuesday's Women"                                                                               | L'elefant desapareix            |
| 1989 | 眠り "Nemuri" | "Sleep" | L'elefant desapareix            |
| 1989 | TVピープルの逆襲 "TV pīpuru no gyakushū" | "TV People" | L'elefant desapareix            |
| 1989 | 飛行機―あるいは彼はいかにして詩を読むようにひとりごとを言ったか "Hikōki-arui wa kare wa ika ni shite shi wo yomu yō ni hitorigoto wo itta ka"                                                | "Aeroplane: Or, How He Talked to Himself as if Reciting Poetry"                                                      | El salze cec i la dona adormida |
| 1989 | 我らの時代のフォークロア―高度資本主義前史 "Warera no jidai no fōkuroa-kōdo shihonshugi zenshi"                                                                                               | "A Folklore for My Generation: A Prehistory of Late-Stage Capitalism"                                                | El salze cec i la dona adormida |
| 1990 | トニー滝谷 "Tonī Takitani" | "Tony Takitani" | El salze cec i la dona adormida |
| 1991 | 沈黙 "Chinmoku" | "The Silence" | L'elefant desapareix            |
| 1991 | 緑色の獣 "Midori-iro no kemono" | "The Little Green Monster"                                                                                           | L'elefant desapareix            |
| 1991 | 氷男 "Kōri otoko" | "The Ice Man" | El salze cec i la dona adormida |
| 1991 | 人喰い猫 "Hito-kui neko" | "Man-Eating Cats" | El salze cec i la dona adormida |
| 1995 | めくらやなぎと、眠る女 "Mekurayanagi to, nemuru onna" | "El salze cec i la dona adormida"                                                                                    | El salze cec i la dona adormida |
| 1996 | 七番目の男 "Nanabanme no otoko" | "The Seventh Man" | El salze cec i la dona adormida |
| 1999 | UFOが釧路に降りる "UFO ga kushiro ni oriru" | "UFO in Kushiro" | Després del terratrèmol         |
| 1999 | アイロンのある風景 "Airon no aru fūkei" | "Landscape with Flatiron"                                                                                            | Després del terratrèmol         |
| 1999 | 神の子どもたちはみな踊る "Kami no kodomotachi wa mina odoru" | "All God's Children Can Dance"                                                                                       | Després del terratrèmol         |
| 1999 | タイランド "Tairando" | "Thailand" | Després del terratrèmol         |
| 1999 | かえるくん、東京を救う "Kaeru-kun, Tōkyō wo sukū" | "Super-Frog Saves Tokyo"                                                                                             | Després del terratrèmol         |
| 2000 | 蜂蜜パイ "Hachimitsu pai" | "Honey Pie" | Després del terratrèmol         |
| 2002 | バースデイ・ガール "Bāsudei gāru" | "Birthday Girl" | El salze cec i la dona adormida |
| 2005 | 偶然の旅人 "Gūzen no tabibito" | "Chance Traveller"                                                                                                   | El salze cec i la dona adormida |
| 2005 | ハナレイ・ベイ "Hanarei Bei" | "Hanalei Bay" | El salze cec i la dona adormida |
| 2005 | どこであれそれが見つかりそうな場所で "Doko de are sore ga mitsukarisō na basho de" | "Where I'm Likely to Find It"                                                                                        | El salze cec i la dona adormida |
| 2005 | 日々移動する腎臓のかたちをした石 "Hibi idō suru jinzō no katachi wo shita ishi" | "The Kidney-Shaped Stone That Moves Every Day"                                                                       | El salze cec i la dona adormida |
| 2005 | 品川猿 "Shinagawa saru" | "A Shinagawa Monkey"                                                                                                 | El salze cec i la dona adormida |
| 2014 | 女のいない男たち "Onna no inai otokotachi" | "Men Without Women" (5 contes)                                                                                       | Homes sense dones               |
| 2020 | 一人称単数 "Ichininshō Tansū" | "First Person Singular" (8 contes)                                                                                   | Primera persona del singular    |

## Obra traduïda al català
- El meu amor Sputnik, del japonès Spuutoniku no koibito (1999), trad. de Concepció Iribarren, ISBN 84-9787-190-1[18]
- Kafka a la platja, del japonès Umibe no Kafka (2002), trad. d'Albert Nolla, ISBN 84-9787-209-6[19]
- L'amant perillosa, del japonès Kokkyō no minami, taiyō no nishi (1992), trad. de Concepció Iribarren i Albert Nolla, ISBN 978-84-9930-556-1[20]
- Tòquio blues, del japonès Noruwei no mori (1987), trad. d'Albert Nolla, ISBN 84-9787-112-X[21]
- El salze cec i la dona adormida, del japonès Mekurayanagi to, nemuru onna (1996). ISBN 978-84-9787280-5[22]
- After Dark, del japonès After Dark (2004), trad. d'Albert Nolla, ISBN 978-84-9787-337-6[23]
- Despietat país de les meravelles i la Fi del Món, del japonès Sekai no owari to hādoboirudo wandārando (1985), trad. d'Imma Estany, ISBN 978-84-9787-446-5[24]
- De què parlo quan parlo de córrer, del japonès Hashiru kotonitsuite katarutokini bokuno kataru koto (2010), trad. d'Albert Nolla, ISBN 978-84-9787-621-6[25]
- 1Q84, del japonès 1Q84 (2009), trad. de Jordi Mas, ISBN 978-84-9787-750-3[26]
- Crònica de l'ocell que dona corda al món, del japonès Nejimaki-dori Kuronikuru (1995), trad. d'Albert Nolla, ISBN 978-84-9930-316-1[27]
- Balla, balla, balla, del japonès Dansu dansu dansu (1988), trad. de Núria Parés Sellarès i Alexandre Gombau, ISBN 978-84-9787-797-8[28]
- El noi sense color i els seus anys de pelegrinatge, del japonès Shikisai wo motanai Tasaki Tsukuru to, Kare no Junrei no Toshi (2013), trad. de Jordi Mas, ISBN 978-84-9787-889-0[29]
- Després del terratrèmol, del japonès Kami no kodomotachi wa mina odoru (1999), trad. d'Albert Nolla, ISBN 978-84-9787-847-0[30]
- Underground, del japonès Andāguraundo (1997), trad. d'Albert Nolla i Jordi Mas, ISBN 978-84-9787-965-1[31]
- Homes sense dones, del japonès Onna no inai otokotachi (2014), trad. d'Albert Nolla i Jordi Mas, ISBN 978-84-9787-998-9[32]
- Escolta la cançó del vent | Pinball 1973, del japonès Kaze no uta o kike (1979) i 1973-nen no pinbōru (1980), trad. d'Albert Nolla, ISBN 978-84-16367-23-8[33]
- L'elefant desapareix, del japonès Zou no shoumetsu (1980-1991), trad. de Marina Bornas i Sandra Ruiz Morilla. ISBN 978-84-16367-51-1
- De què parlo quan parlo d'escriure, del japonès Shokugyō to shite no shōsetsuka (2015), trad. de Jordi Mas. ISBN 9788417016005
- La noia de l'aniversari, del japonès Bāsudei gāru (2002), trad. d'Albert Nolla. ISBN 9788417016500
- A la caça de l'ovella, del japonès Hitsujiwo meguru bôken (1982), trad. d'Albert Nolla. ISBN 9788417031824[34]
- Primera persona del singular, del japonès Ichininsho Tansu (2020), trad. d'Albert Nolla. ISBN 9788418833090[35]
- La ciutat i les seves muralles incertes, del japonès Machi to sono futashikana kabe (2023), trad. d'Albert Nolla. ISBN 9788419729248[36]

## Premis a llibres
- 1979: Premi Gunzo (millor primera novel·la) per Escolta la canço del vent
- 1982: Premi Literari Noma (millor nouvingut) per A la caça de l'ovella
- 1985: Premi Tanizaki per Despietat país de les meravelles i la Fi del Món
- 1995: Premi Yomiuri (millor novel·la) per Crònica de l'ocell que dona corda al món
- 1999: Premi Kuwabara Takeo per Underground
- 2006: Premi Mundial de Fantasía (millor novel·la) per Kafka a la platja
- 2006: Premi Internacional de Contes Frank O'Connor per El salze cec i la dona adormida
- 2016: Premi Hans Christian Andersen de Literatura
- 2018: Premi Amèrica de Literatura per una contribució de tota una vida a l'escriptura internacional
- 2023: Premi Princesa d'Astúries de les lletres[37]

## Premis personals
- Premi Franz Kafka (2006)
- Premi Jerusalem (2009)
- Premi Internacional Catalunya (2011), per la seva obra narrativa.[38]
- Welt-Literaturpreis (2014)